# Calambre Tour
Il Calambre Tour è il secondo tour musicale della cantante argentina Nathy Peluso, a supporto del suo album in studio di debutto Calambre (2020).

## Scaletta
Questa scaletta rappresenta quella del concerto del 18 novembre 2022 a Buenos Aires. Non è, pertanto, rappresentativa per tutti gli spettacoli del tour.
1. Celebré
2. Sana sana
3. Buenos Aires
4. Puro veneno
5. La despedida (cover di Daddy Yankee)
6. Sugga
7. Llámame
8. Ateo
9. Mafiosa
10. Arrorró
11. Viernes 3 AM (cover di Serú Girán)
12. Estás buenísimo
13. Nathy Peluso: Bzrp Music Sessions Vol. 36
14. Agarrate
15. Delito
16. Business Woman
17. Emergencia
18. Corashe
19. Vivir así es morir de amor (cover di Camilo Sesto)

## Date del tour
| Data                       | Città                      | Stato       | Luogo                                |
| Europa                     | Europa                     | Europa      | Europa                               |
| -------------------------- | -------------------------- | ----------- | ------------------------------------ |
| 30 aprile 2021             | Barcellona                 | Spagna      | Palau de la Música Catalana          |
| 28 maggio 2021             | Granada                    | Spagna      | Cortijo del Conde                    |
| 29 maggio 2021             | Siviglia                   | Spagna      | Centro Andaluz de Arte Contemporáneo |
| 11 giugno 2021             | Madrid                     | Spagna      | Real Jardín Botánico Alfonso XIII    |
| 12 giugno 2021             | Madrid                     | Spagna      | Real Jardín Botánico Alfonso XIII    |
| 30 giugno 2021             | Barcellona                 | Spagna      | Palau Reial de Pedralbes             |
| 2 luglio 2021              | Vilanova i la Geltrú       | Spagna      | Masia d'en Cabanyes                  |
| 15 luglio 2021             | Palma di Maiorca           | Spagna      | Auditorium de Palma                  |
| 17 luglio 2021             | Barcellona                 | Spagna      | Palau Reial de Pedralbes             |
| 4 agosto 2021              | Medellín                   | Spagna      | Teatro Romano de Medellín            |
| 7 agosto 2021              | Las Palmas de Gran Canaria | Spagna      | Gran Canaria Arena                   |
| 12 agosto 2021             | Marbella                   | Spagna      | Starlite Festival                    |
| 14 agosto 2021             | San Fernando               | Spagna      | Centro Comercial Bahía Sur           |
| 15 agosto 2021             | Úbeda                      | Spagna      | Plaza de toros de Úbeda              |
| 19 agosto 2021             | Culleredo                  | Spagna      | Xardín Botánico Ría do Burgo         |
| 25 agosto 2021             | Huelva                     | Spagna      | Plaza de Toros                       |
| 27 agosto 2021             | Valencia                   | Spagna      | Auditorio Marina Sur                 |
| 2 settembre 2021           | Alicante                   | Spagna      | Plaza de toros de Alicante           |
| 3 settembre 2021           | Malaga                     | Spagna      | Auditiorio Cortijo de Torres         |
| 11 settembre 2021          | Santander                  | Spagna      | Plaza de Toros                       |
| 17 settembre 2021          | Toledo                     | Spagna      | Plaza de Toros de Toledo             |
| 18 settembre 2021          | Lugo                       | Spagna      | Xardín do Pazo de Feiras e Congresos |
| 24 settembre 2021          | Pamplona                   | Spagna      | Navarra Arena                        |
| 25 settembre 2021          | Bilbao                     | Spagna      | Bilbao Arena                         |
| 8 ottobre 2021             | Palma di Maiorca           | Spagna      | Estadio de Son Moix                  |
| 10 ottobre 2021            | Saragozza                  | Spagna      | Pabellón Príncipe Felipe             |
| 12 ottobre 2021            | San Sebastián              | Spagna      | Auditorio Kursaal                    |
| 16 ottobre 2021            | Tarragona                  | Spagna      | Tarraco Arena Plaza                  |
| Nord America               |                            |             |                                      |
| 5 novembre 2021            | Cancún                     | Messico     | Grand Oasis Cancún                   |
| 27 novembre 2021           | Città del Messico          | Messico     | Autódromo Hermanos Rodríguez         |
| Europa                     |                            |             |                                      |
| 5 gennaio 2022             | Logroño                    | Spagna      | Riojaforum                           |
| Nord America               |                            |             |                                      |
| 2 aprile 2022              | Città del Messico          | Messico     | Ceremonia                            |
| 17 aprile 2022             | Indio                      | Stati Uniti | Empire Polo Club                     |
| 21 aprile 2022             | Los Angeles                | Stati Uniti | El Rey Theatre                       |
| 24 aprile 2022             | Indio                      | Stati Uniti | Empire Polo Club                     |
| Sud America                |                            |             |                                      |
| 28 aprile 2022             | Montevideo                 | Uruguay     | Antel Arena                          |
| 1º maggio 2022             | Buenos Aires               | Argentina   | Tecnópolis                           |
| 3 maggio 2022              | Rosario                    | Argentina   | Metropolitano                        |
| 5 maggio 2022              | Santiago del Cile          | Cile        | Teatro Caupolicán                    |
| 7 maggio 2022              | Bogotà                     | Colombia    | Bime Bogota                          |
| Europa                     |                            |             |                                      |
| 21 maggio 2022             | Siviglia                   | Spagna      | Centro Andaluz de Arte Contemporáneo |
| 2 giugno 2022              | Parigi                     | Francia     | We Love Green                        |
| 16 giugno 2022             | Barcellona                 | Spagna      | Sonar                                |
| 17 giugno 2022             | Barcellona                 | Spagna      | Sonar                                |
| 18 giugno 2022             | Santiago de Compostela     | Spagna      | Son do Camino                        |
| 26 giugno 2022             | Bruxelles                  | Belgio      | Couleur Cafe                         |
| 1º luglio 2022             | Gran Canaria               | Spagna      | Ritmos del Mundo                     |
| 2 luglio 2022              | Tenerife                   | Spagna      | Ritmos del Mundo                     |
| 7 luglio 2022              | Valencia                   | Spagna      | Big Sound                            |
| 9 luglio 2022              | Bilbao                     | Spagna      | Kobeta Mendi                         |
| 10 luglio 2022             | Madrid                     | Spagna      | Valdebebas-IFEMA                     |
| 15 luglio 2022             | Lisbona                    | Portogallo  | Rock Bock                            |
| 17 luglio 2022             | Benicàssim                 | Spagna      | Recinto de Festivales                |
| 22 luglio 2022             | Asturias                   | Spagna      | Boombastic Asturias                  |
| 24 luglio 2022             | Vigo                       | Spagna      | Auditorio do Castrellos              |
| 29 luglio 2022             | Benidorm                   | Spagna      | Estadio Guillermo Amor               |
| 30 luglio 2022             | Cadice                     | Spagna      | Bahia Sound                          |
| 4 agosto 2022              | Huesca                     | Spagna      | Pirineos Sur                         |
| 7 agosto 2022              | Cambrils                   | Spagna      | Cambrils                             |
| 17 agosto 2022             | Sant Feliu de Guíxols      | Spagna      | Guixols Arena                        |
| 19 agosto 2022             | Almería                    | Spagna      | Recinto Ferial                       |
| 3 settembre 2022           | Malaga                     | Spagna      | Cala Mijas                           |
| 18 settembre 2022          | Londra                     | Londra      | Shepherd's Bush Empire               |
| Sud America                |                            |             |                                      |
| 17 novembre 2022           | Buenos Aires               | Argentina   | Movistar Arena                       |
| 18 novembre 2022           | Buenos Aires               | Argentina   | Movistar Arena                       |
| 20 novembre 2022           | Santiago del Cile          | Cile        | Movistar Arena                       |
| Europa: El último calambre |                            |             |                                      |
| 10 dicembre 2022           | Madrid                     | Spagna      | WiZink Center                        |